# Diapetimorpha ferrumequinum
Diapetimorpha ferrumequinum är en stekelart som först beskrevs av Brulle 1846.  Diapetimorpha ferrumequinum ingår i släktet Diapetimorpha och familjen brokparasitsteklar. Inga underarter finns listade i Catalogue of Life.